# Аранділья (Бургос)
Аранділья (ісп. Arandilla) — муніципалітет в Іспанії, у складі автономної спільноти Кастилія-і-Леон, у провінції Бургос. Населення — 184 особи (2010).
Муніципалітет розташований на відстані близько 150 км на північ від Мадрида, 70 км на південь від Бургоса.
На території муніципалітету розташовані такі населені пункти: (дані про населення за 2010 рік)
- Аранділья: 175 осіб
- Кото-Вальверде: 9 осіб

## Демографія
Динаміка населення (INE ):